# 1881 en littérature
| Années de la littérature : 1878 - 1879 - 1880 - 1881 - 1882 - 1883 - 1884    |
| Décennies de la littérature : 1850 - 1860 - 1870 - 1880 - 1890 - 1900 - 1910 |

Cet article présente les faits marquants de l'année 1881 en littérature.

## Presse

### Revue littéraire
- Max Waller fonde la revue la Jeune Belgique.

## Poésie
- Sagesse, de Paul Verlaine.
- Les Quatre Vents de l'esprit, de Victor Hugo

## Romans
- 1er janvier-1er décembre : La Jangada de Jules Verne est publié en feuilleton dans le Magasin d'éducation et de récréation.
- Mars : Bouvard et Pécuchet, roman inachevé de Gustave Flaubert (publication posthume volume chez Lemerre d’abord publié dans la Nouvelle Revue de décembre 1880 à mars 1881)[1].
- 7 juillet-27 octobre : publication en feuilleton dans Il Giornale per i bambini des premiers chapitres de La storia di un burattino de Carlo Collodi, œuvre re-titrée en 1882 Les Aventures de Pinocchio, avant d'être réunie en un volume en 1883[2].
- 1er octobre : début de la publication sous la forme de feuilleton dans le magazine pour enfants Young Folks du roman L'Île au trésor de Robert Louis Stevenson, puis sous la forme de livre en 1883[3].
- 29 octobre : Portrait de femme d'Henry James.

- Le Crime de Sylvestre Bonnard, d'Anatole France.
- Le Roman d'un spahi, de Pierre Loti.
- I Malavoglia, de Giovanni Verga.
- Frères slovaques, de Kálmán Mikszáth.
- Heidi grandit (Heidi kann brauchen, was es gelernt hat), par Johanna Spyri.
- O Mulato, de Aluísio Azevedo (Brésil).

## Nouvelles
- Guy de Maupassant publie son recueil La Maison Tellier (21 avril) et les nouvelles Opinion publique (21 mars), Par un soir de printemps (7 mai), Histoire d'un chien (2 juin), Histoire corse (1er décembre), Épaves (9 décembre), Une aventure parisienne (22 décembre).
- Janet la revenante, de Robert Louis Stevenson (octobre).
- Anton Tchekhov publie Le Vingt-neuf juin (19 juin), Le Jugement (24 octobre) , Le Pécheur de Tolède (23 décembre) .

## Théâtre
- Innocents coupables, d'Alexandre Ostrovski.

## Principales naissances
- 9 janvier : Lascelles Abercrombie, poète britannique († 27 octobre 1938).
- 27 février : Gabriel Volland, poète et écrivain français († 29 décembre 1947).
- 25 septembre : Lu Xun, écrivain chinois († 19 octobre 1936).
- 28 novembre : Stefan Zweig, écrivain autrichien († 22 février 1942).

## Principaux décès
- Janez Bleiweis, journaliste slovène (° 1808).
- 9 février : Fiodor Dostoïevski, écrivain russe (° 1821).